# حلوة زغيباء
حلوة زغيباء (الاسم العلمي: Glycine tomentella) هي نوع من نباتات تتبع جنس الحلوة من الفصيلة البقولية.